# Witnica
Witnicaⓘ (em alemão: Vietz) é um município no oeste da Polônia. Pertence à voivodia da Lubúsquia, no condado de Gorzów. É a sede da comuna urbano-rural de Witnica.
Estende-se por uma área de 8,2 km², com 6 616 habitantes, segundo o censo de 31 de dezembro de 2021, com uma densidade populacional de 806,8 hab./km².
A cidade está localizada a 26 km de Gorzów Wielkopolski, na estrada provincial n.º 132 (Gorzów Wielkopolski — Kostrzyn nad Odrą). O rio Witna, um afluente do rio Varta, atravessa a cidade. Ao noroeste da cidade está o lago Wielkie.
Witnica fica na histórica Terra da Lubúsquia, e também fazia parte da Nova Marca após ter sido tomada por Brandemburgo em 1261.

## Área e divisão administrativa
Em 31 de dezembro de 2021, a cidade tinha uma área de 8,2 km².
Entre 1975 e 1998, a cidade pertenceu administrativamente à voivodia de Gorzów e, anteriormente, entre 1950 e 1975, pertencia à voivodia de Zielona Góra.

## Economia
A cidade tem principalmente indústrias de alimentos, cervejarias, metal, couro e materiais de construção. A Zona Industrial de Witnica opera na cidade.

## História

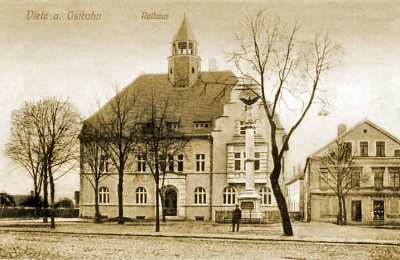
Witnica no século XIX

O nome Witnica vem das palavras wić, witka, um tipo de salgueiro.
A área ao redor de Witnica foi habitada pelos primeiros colonizadores germânicos orientais, pelos vândalos e pelos borgonheses já no início de nossa era. Mil anos depois, o assentamento tornou-se propriedade da Ordem dos Templários. Quase até meados do século XIII, a área pertencia à Grande Polônia. A menção escrita mais antiga do pequeno assentamento de Witnica data de 1252. Em 1261, Witnica passou da Ordem dos Templários para o domínio de Brandemburgo e foi incorporada à Nova Marca. Nos anos 1300–1559, Witnica era propriedade dos frades cistercienses de Kołbacz. Após a secularização, Witnica passou a fazer parte da propriedade dos Hohenzollern a partir de 1559. A cidade foi quase completamente destruída durante a Guerra dos Trinta Anos. Em meados do século XVIII, uma manufatura de tecidos e meias e uma ferraria foram instaladas no pequeno povoado que Witnica era na época. Em 1857, Witnica ganhou uma conexão ferroviária. Uma fundição de ferro e uma fábrica de máquinas também foram inauguradas nesse período. No início do século XX, Witnica recebeu os direitos de cidade. Em 1935, Witnica tinha uma população de 5 600 habitantes.
Como resultado da Segunda Guerra Mundial, a cidade foi incorporada à Polônia em 1945 e passou a se chamar Witnica. A população anterior foi deslocada para a Alemanha. Em 1946, Witnica era habitada por 2 600 pessoas. Entre 1946 e 1950, a cidade pertenceu à voivodia de Poznań. De 1950 a 1975, pertenceu à voivodia de Zielona Góra, de 1975 a 1998 à voivodia de Gorzów e, desde 1999, pertence ao condado de Gorzów, na voivodia da Lubúsquia.
No período pós-guerra, Witnica foi um centro industrial e de serviços local e atendia principalmente a área do município. Na cidade, havia uma fábrica de azulejos (fechada em 1993), uma fábrica de contêineres e fábricas de móveis. Algumas dessas fábricas não conseguiram atender às exigências da economia de mercado livre e entraram em colapso.

## Monumentos históricos

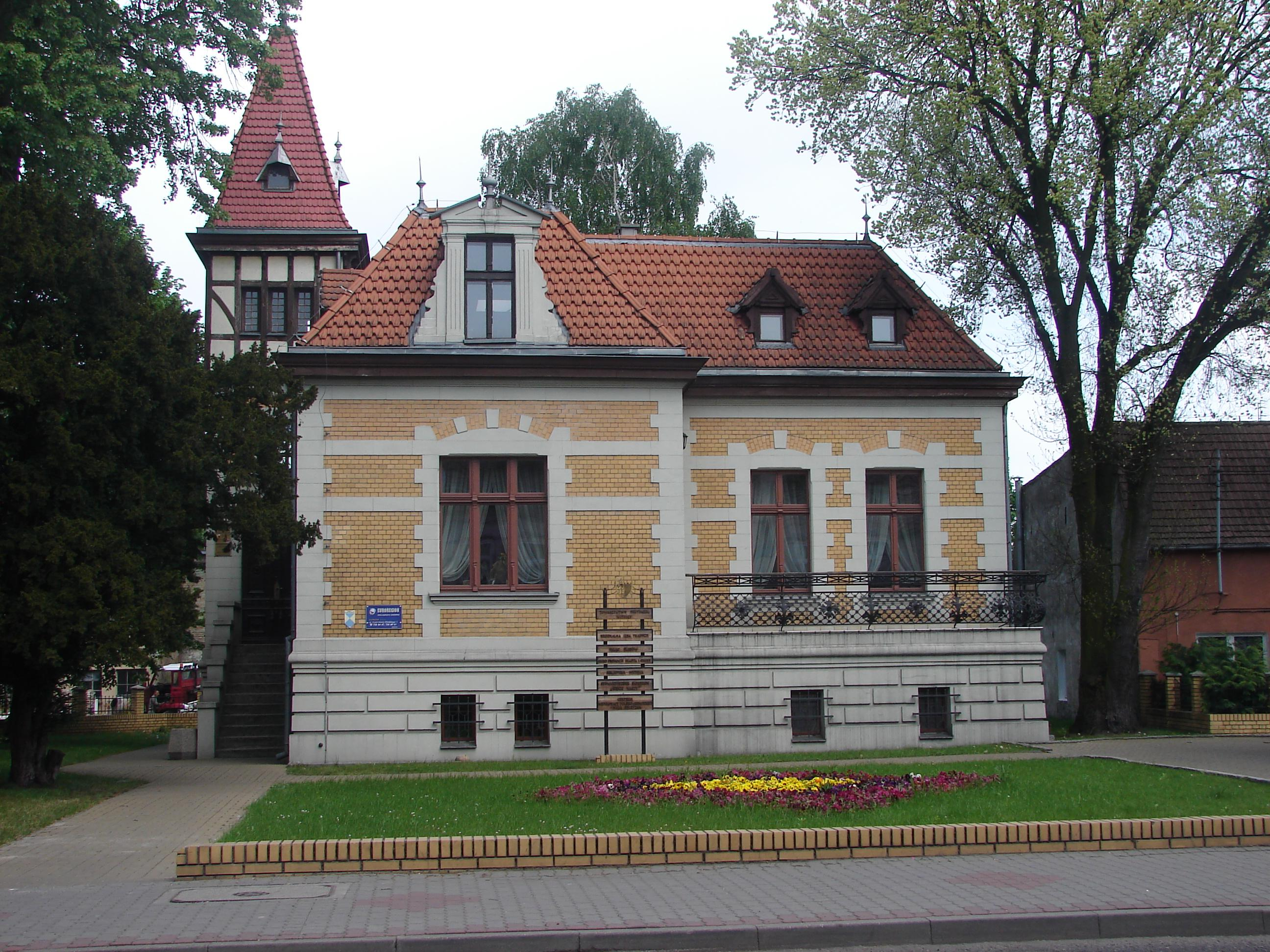
Mansão Żółty Pałacyk

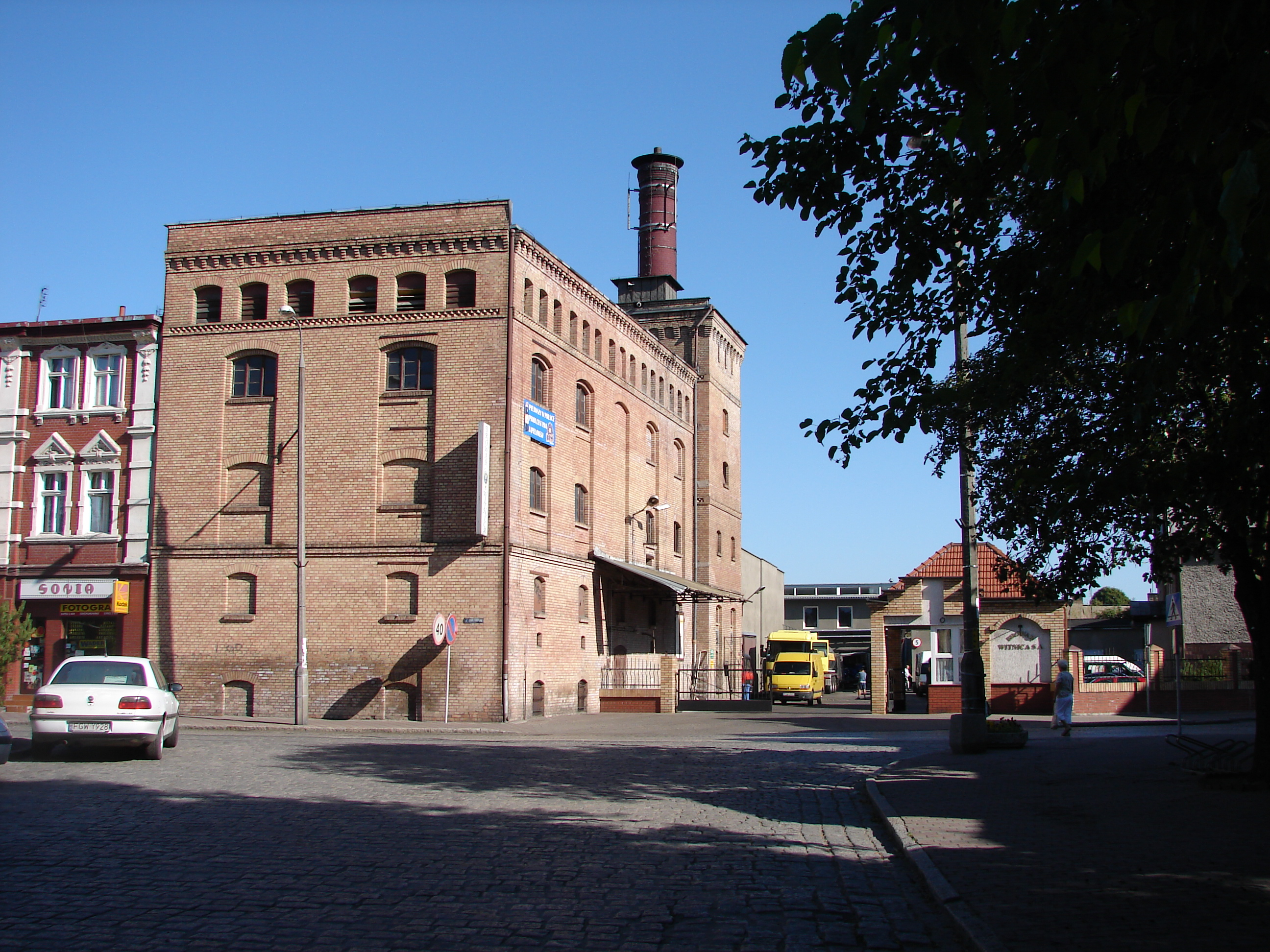
Cervejaria Witnica

O registro provincial de monumentos históricos inclui:
- Igreja filial católica romana da Santa Cruz, de 1930, rua Wiosny Ludów, 16[9]
- Igreja evangélica, agora paróquia católica romana de Nossa Senhora do Perpétuo Socorro, rua Gorzowska, 2, de 1875
- Casa de campo, agora vicariato católico-romano, rua Gorzowska, 2, de 1905
- Casa, na rua Gorzowska, 16, em enxaimel, dos séculos XVIII a XIX
- Mansão, rua Myśliwska, 2, do início do século XX
- Mansão Żółty Pałacyk, rua Sikorskiego, 6, da década de 1880
- Casa, rua Sportowa, 14, em enxaimel, de meados do século XIX
- Prédio da fábrica, usina de fundição, de 1825, não mais existente
- Complexo de moinho de água, século XVIII-XIX:
  - Moinho de água, com estrutura de madeira
  - Lavanderia, em enxaimel
  - Instalações sanitárias

Outros edifícios:
- Parque de sinalização e marcos da civilização[10]
- Cervejaria Witnica[11]

## Museu
- Museu da Glória das Armas Polonesas em Witnica, rua Sikorskiego, 35[12]

## Demografia
Conforme os dados do Escritório Central de Estatística da Polônia (GUS) de 31 de dezembro de 2022, Witnica é uma cidade pequena com uma população de 6 447 habitantes (21.º lugar na voivodia da Lubúsquia e 497.º na Polônia), tem uma área de 8,24 km² (26.º lugar na voivodia da Lubúsquia e 673.º lugar na Polônia) e uma densidade populacional de 782,40 hab./km² (23.º lugar na voivodia da Lubúsquia e 425.º lugar na Polônia). Nos anos 2002–2021, o número de habitantes diminuiu 2,9%.
Os habitantes de Witnica constituem cerca de 8,87% da população do condado de Gorzów, constituindo 0,66% da população da voivodia da Lubúsquia.
| Descrição                         | Total      | Total    | Mulheres   | Mulheres | Homens     | Homens   |
| --------------------------------- | ---------- | -------- | ---------- | -------- | ---------- | -------- |
| unidade                           | habitantes | %        | habitantes | %        | habitantes | %        |
| população                         | 6 447      | 100      | 3 291      | 51,0     | 3 156      | 49,0     |
| área                              | 8,24 km²   | 8,24 km² | 8,24 km²   | 8,24 km² | 8,24 km²   | 8,24 km² |
| densidade populacional (hab./km²) | 782,40     | 782,40   | 399,02     | 399,02   | 383,38     | 383,38   |

## Infraestrutura

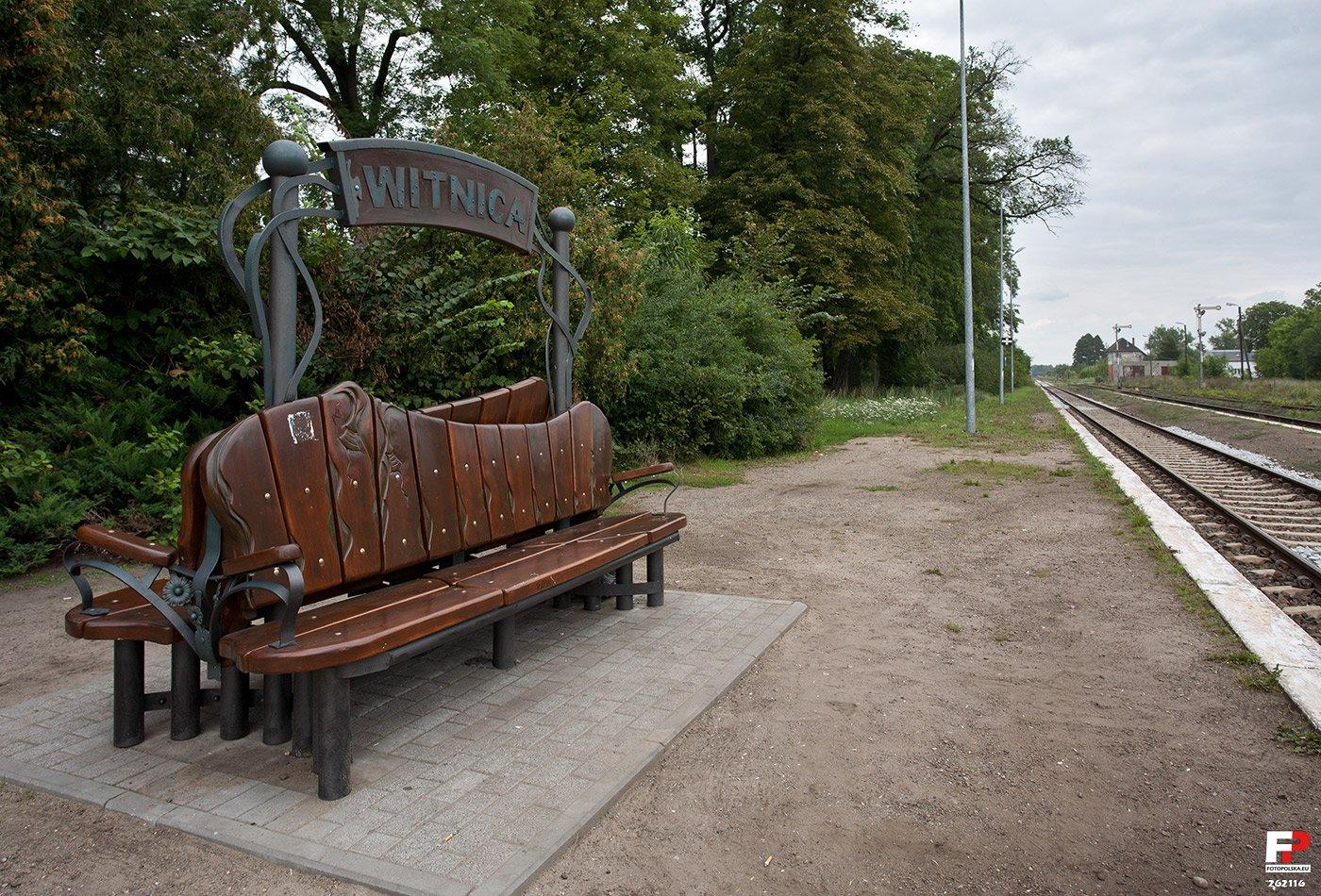
Estação ferroviária de Witnica

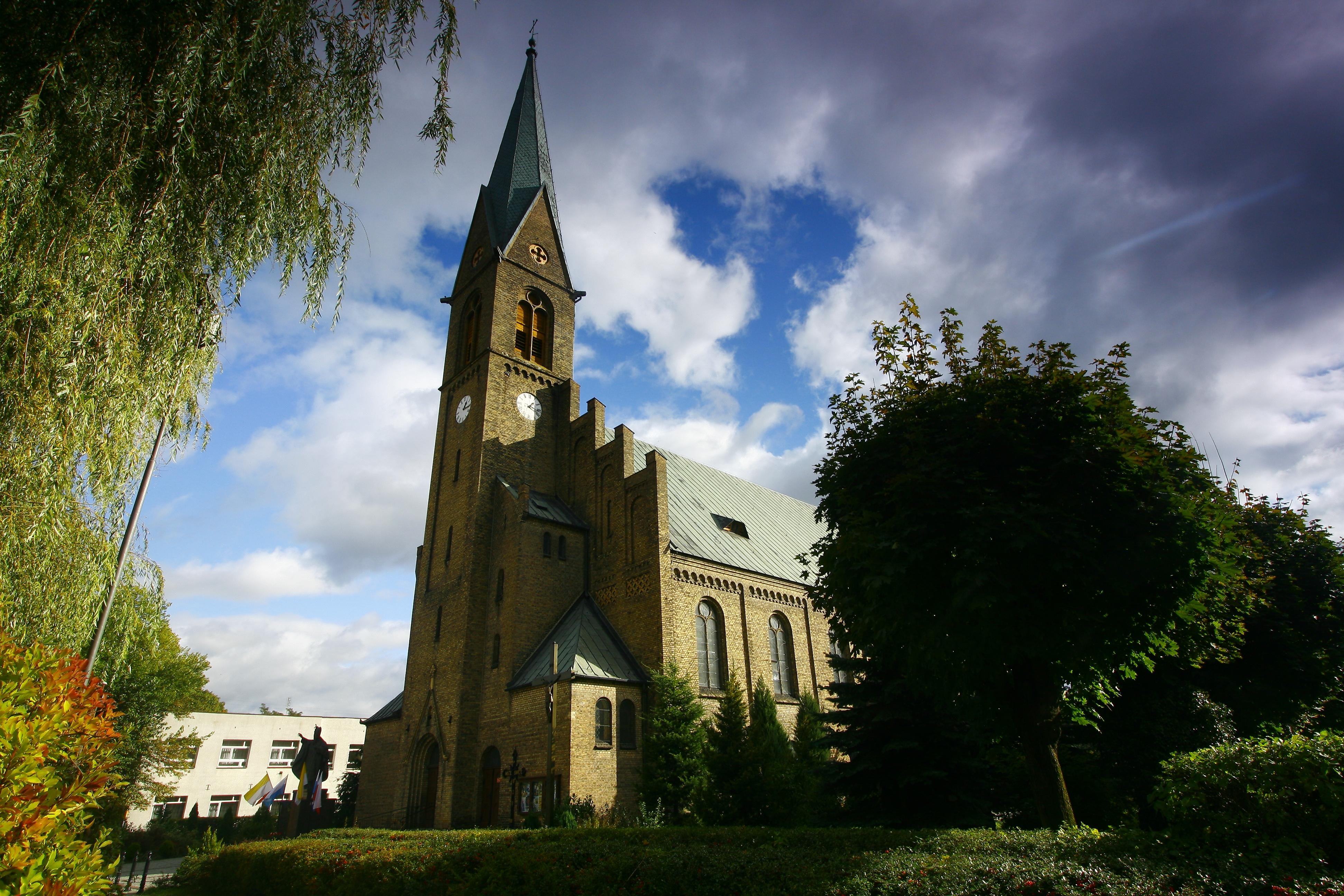
Igreja de Nossa Senhora do Perpétuo Socorro

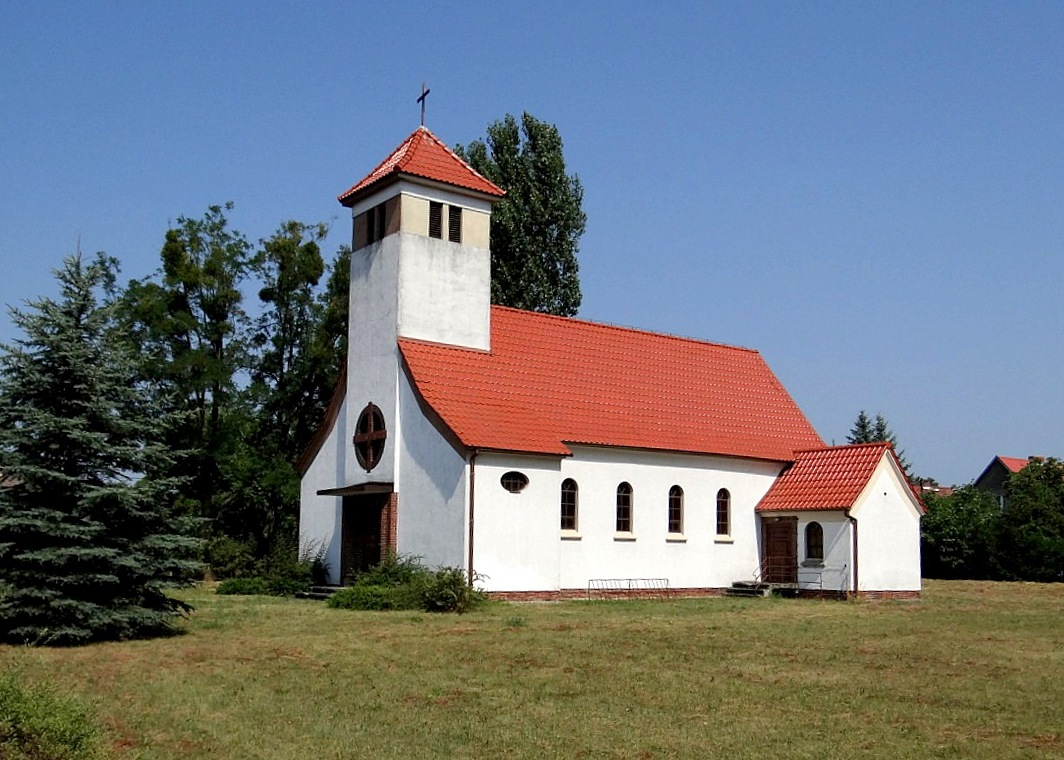
Igreja da Santa Cruz

Witnica fica na estrada n.º 132 (de Gorzów Wielkopolski a Kostrzyn nad Odrą). As estradas locais para Mosina, Lemierzyce e Lubiszyn também partem da cidade. Em 2006, um desvio rodoviário foi colocado em operação.
Uma linha de trem atravessa a cidade, conectando Kostrzyn nad Odrą e Gorzów Wielkopolski, passando ainda por Drezdenko e Krzyż Wielkopolski.
Witnica tem uma estação de tratamento de esgoto, sistema de abastecimento de água, sistema de esgoto e é abastecida com gás.

## Esporte
Witnica possui os seguintes clubes esportivos:
- Clube esportivo municipal “Czarni” Witnica[16] — um clube de futebol fundado em 1945, que joga na IV liga (grupo Lubusz). O clube também tem seções juniores e seniores. Na temporada de inverno, os jovens jogadores de futebol treinam em um salão inaugurado em 1999. Há também uma sala de bem-estar.
- Clube esportivo de alunos “Kanonierzy” — um clube de futebol que funciona na escola primária de Witnica.
- Clube esportivo de alunos “Witniczanin” — um clube de tênis de mesa. O clube atual disputa partidas na 3.ª divisão, anteriormente também na 2.ª divisão.[17]
- Seção “Karate Shotokan”.
- Clube de jogadores de basquete amador de Witnica.
- Clube de voleibol amador de Witnica.
- Seção de speedway.
- Clube de beisebol de Witnica “Wilki Witnica”.[18]

## Comunidades religiosas
- Igreja Católica de Rito Latino:
  - Paróquia de Nossa Senhora do Perpétuo Socorro, rua Gorzowska, 2[19]
- Testemunhas de Jeová:
  - Igreja de Witnica (Salão do Reino, rua Rolna 7)